# Svédország a 2022. évi téli olimpiai játékokon
Svédország a kínai Pekingben megrendezett 2022. évi téli olimpiai játékok egyik részt vevő nemzete volt. Az országot az olimpián 11 sportágban 116 sportoló képviselte, akik összesen 18 érmet szereztek.

## Érmesek
| Érem  | Versenyző                                                                     | Sportág        | Versenyszám             |
| ----- | ----------------------------------------------------------------------------- | -------------- | ----------------------- |
| Arany | Sara Hector                                                                   | Alpesisí       | Női óriás-műlesiklás    |
| Arany | Mona Brorsson Linn Persson Hanna Öberg Elvira Öberg                           | Biatlon        | Női 4 × 6 km váltó      |
| Arany | Niklas Edin Oskar Eriksson Rasmus Wranå Christoffer Sundgren Daniel Magnusson | Curling        | Férfi                   |
| Arany | Nils van der Poel                                                             | Gyorskorcsolya | Férfi 5000 m            |
| Arany | Nils van der Poel                                                             | Gyorskorcsolya | Férfi 10 000 m          |
| Arany | Walter Wallberg                                                               | Síakrobatika   | Férfi mogul             |
| Arany | Sandra Näslund                                                                | Síakrobatika   | Női síkrossz            |
| Arany | Jonna Sundling                                                                | Sífutás        | Női egyéni sprint       |
| Ezüst | Martin Ponsiluoma                                                             | Biatlon        | Férfi 15 km tömegrajtos |
| Ezüst | Elvira Öberg                                                                  | Biatlon        | Női 7,5 km sprint       |
| Ezüst | Elvira Öberg                                                                  | Biatlon        | Női 10 km üldözőverseny |
| Ezüst | Maja Dahlqvist                                                                | Sífutás        | Női egyéni sprint       |
| Ezüst | Maja Dahlqvist Jonna Sundling                                                 | Sífutás        | Női csapatsprint        |
| Bronz | Anna Hasselborg Sara McManus Agnes Knochenhauer Sofia Mabergs Johanna Heldin  | Curling        | Női                     |
| Bronz | Oskar Eriksson Almida de Val                                                  | Curling        | Vegyes páros            |
| Bronz | Henrik Harlaut                                                                | Síakrobatika   | Férfi big air           |
| Bronz | Jesper Tjäder                                                                 | Síakrobatika   | Férfi slopestyle        |
| Bronz | Maja Dahlqvist Ebba Andersson Frida Karlsson Jonna Sundling                   | Sífutás        | Női 4 × 5 km váltó      |

## Alpesisí
Férfi
| Versenyző           | Versenyszám      | 1. futam      | 1. futam      | 2. futam      | 2. futam      | Összesítés | Összesítés |
| Versenyző           | Versenyszám      | Idő           | Hely.         | Idő           | Hely.         | Idő        | Helyezés   |
| ------------------- | ---------------- | ------------- | ------------- | ------------- | ------------- | ---------- | ---------- |
| Kristoffer Jakobsen | Műlesiklás       | nem ért célba | nem ért célba | kiesett       | kiesett       | kiesett    | kiesett    |
| Mattias Rönngren    | Óriás-műlesiklás | 1:04,48       | 13.           | nem ért célba | nem ért célba | kiesett    | kiesett    |

Női
| Versenyző             | Versenyszám      | 1. futam | 1. futam | 2. futam      | 2. futam      | Összesítés | Összesítés               |
| Versenyző             | Versenyszám      | Idő      | Hely.    | Idő           | Hely.         | Idő        | Helyezés                 |
| --------------------- | ---------------- | -------- | -------- | ------------- | ------------- | ---------- | ------------------------ |
| Hanna Aronsson Elfman | Óriás-műlesiklás | 1:00,19  | 22.      | nem ért célba | nem ért célba | kiesett    | kiesett                  |
| Elsa Fermbäck         | Műlesiklás       | 55,26    | 28.      | 54,07         | 27.           | 1:49,33    | 28.                      |
| Sara Hector           | Óriás-műlesiklás | 57,56    | 1.       | 58,13         | 8.            | 1:55,69    | 1. helyezett, aranyérmes |
| Sara Hector           | Műlesiklás       | 52,29    | 3.       | nem ért célba | nem ért célba | kiesett    | kiesett                  |
| Hilma Lövblom         | Óriás-műlesiklás | 1:01,18  | 27.      | nem ért célba | nem ért célba | kiesett    | kiesett                  |
| Charlotta Säfvenberg  | Műlesiklás       | 55,25    | 27.      | 53,45         | 21.           | 1:48,70    | 24.                      |
| Anna Swenn-Larsson    | Műlesiklás       | 53,44    | 11.      | 52,87         | 6.            | 1:46,31    | 9.                       |

Vegyes
| Versenyző                                                                | Versenyszám | Nyolcaddöntő              | Negyeddöntő       | Elődöntő          | Döntő             | Helyezés |
| Versenyző                                                                | Versenyszám | Ellenfél Eredmény         | Ellenfél Eredmény | Ellenfél Eredmény | Ellenfél Eredmény | Helyezés |
| ------------------------------------------------------------------------ | ----------- | ------------------------- | ----------------- | ----------------- | ----------------- | -------- |
| Hilma Lövblom Kristoffer Jakobsen Mattias Rönngren Hanna Aronsson Elfman | Vegyes      | Németország (GER) · V 1–3 | kiesett           | kiesett           | kiesett           | 13.      |

## Biatlon
Férfi
| Versenyző                                                         | Versenyszám            | Időeredmény | Lövőhiba       | Helyezés                 |
| ----------------------------------------------------------------- | ---------------------- | ----------- | -------------- | ------------------------ |
| Peppe Femling                                                     | 20 km egyéni indításos | 53:43,6     | 2 (1+0+0+1)    | 40.                      |
| Peppe Femling                                                     | 10 km sprint           | 26:58,5     | 3 (2+1)        | 64.                      |
| Jesper Nelin                                                      | 20 km egyéni indításos | 55:49,7     | 5 (0+2+0+3)    | 64.                      |
| Jesper Nelin                                                      | 10 km sprint           | 26:43,6     | 4 (3+1)        | 55.                      |
| Jesper Nelin                                                      | 12,5 km üldözőverseny  | 44:02,3     | 4 (1+0+1+2)    | 31.                      |
| Martin Ponsiluoma                                                 | 20 km egyéni indításos | 51:16,8     | 3 (2+0+0+1)    | 12.                      |
| Martin Ponsiluoma                                                 | 10 km sprint           | 24:54,1     | 2 (0+2)        | 6.                       |
| Martin Ponsiluoma                                                 | 12,5 km üldözőverseny  | 42:27,0     | 9 (2+3+4+0)    | 11.                      |
| Martin Ponsiluoma                                                 | 15 km tömegrajtos      | 38:54,7     | 2 (1+0+0+1)    | 2. helyezett, ezüstérmes |
| Sebastian Samuelsson                                              | 20 km egyéni indításos | 52:51,7     | 3 (1+1+1+0)    | 30.                      |
| Sebastian Samuelsson                                              | 10 km sprint           | 24:52,4     | 1 (1+0)        | 5.                       |
| Sebastian Samuelsson                                              | 12,5 km üldözőverseny  | 42:10,2     | 5 (1+2+2+0)    | 8.                       |
| Sebastian Samuelsson                                              | 15 km tömegrajtos      | 41:01,0     | 4 (0+0+1+3)    | 11.                      |
| Peppe Femling Jesper Nelin Martin Ponsiluoma Sebastian Samuelsson | 4 × 7,5 km váltó       | 1:21:39,6   | 1+13 (1+7 0+6) | 5.                       |

Női
| Versenyző                                           | Versenyszám            | Időeredmény | Lövőhiba      | Helyezés                 |
| --------------------------------------------------- | ---------------------- | ----------- | ------------- | ------------------------ |
| Mona Brorsson                                       | 15 km egyéni indításos | 45:43,1     | 1 (1+0+0+0)   | 12.                      |
| Mona Brorsson                                       | 12,5 km tömegrajtos    | 43:37,4     | 6 (2+1+2+1)   | 21.                      |
| Anna Magnusson                                      | 7,5 km sprint          | 21:50,2     | 0 (0+0)       | 7.                       |
| Anna Magnusson                                      | 10 km üldözőverseny    | 40:59,9     | 6 (1+3+0+2)   | 46.                      |
| Linn Persson                                        | 15 km egyéni indításos | 46:22,3     | 2 (0+0+1+1)   | 15.                      |
| Linn Persson                                        | 7,5 km sprint          | 21:50,2     | 1 (0+1)       | 12.                      |
| Linn Persson                                        | 10 km üldözőverseny    | 36:54,1     | 2 (0+0+1+1)   | 5.                       |
| Linn Persson                                        | 12,5 km tömegrajtos    | 43:46,6     | 8 (0+2+3+3)   | 24.                      |
| Elvira Öberg                                        | 15 km egyéni indításos | 45:55,2     | 3 (0+1+2+0)   | 13.                      |
| Elvira Öberg                                        | 7,5 km sprint          | 38:54,7     | 2 (1+0+0+1)   | 2. helyezett, ezüstérmes |
| Elvira Öberg                                        | 10 km üldözőverseny    | 36:23,4     | 3 (0+1+2+0)   | 2. helyezett, ezüstérmes |
| Elvira Öberg                                        | 12,5 km tömegrajtos    | 41:55,7     | 4 (1+0+0+3)   | 9.                       |
| Hanna Öberg                                         | 15 km egyéni indításos | 46:35,8     | 3 (0+2+0+1)   | 16.                      |
| Hanna Öberg                                         | 7,5 km sprint          | 22:19,1     | 3 (1+2)       | 19.                      |
| Hanna Öberg                                         | 10 km üldözőverseny    | 38:11,3     | 6 (1+0+3+2)   | 18.                      |
| Hanna Öberg                                         | 12,5 km tömegrajtos    | 44:03,2     | 7 (0+3+1+3)   | 25.                      |
| Linn Persson Mona Brorsson Hanna Öberg Elvira Öberg | 4 × 6 km váltó         | 1:11:03,9   | 0+6 (0+1 0+5) | 1. helyezett, aranyérmes |

Vegyes
| Versenyző                                                       | Versenyszám  | Időeredmény | Lövőhiba       | Helyezés |
| --------------------------------------------------------------- | ------------ | ----------- | -------------- | -------- |
| Hanna Öberg Elvira Öberg Martin Ponsiluoma Sebastian Samuelsson | Vegyes váltó | 1:07:26,6   | 0+13 (0+7 0+6) | 4.       |

## Curling

### Férfi
- Niklas Edin
- Oskar Eriksson
- Rasmus Wranå
- Christoffer Sundgren
- Daniel Magnusson

Csoportkör
| Nemzet                                 | Skip            | Gy | V | Gy–V     | P+ | P- | Gy end | V end | Üres endek | Rabolt endek | Lökés % | DSC   |
| -------------------------------------- | --------------- | -- | - | -------- | -- | -- | ------ | ----- | ---------- | ------------ | ------- | ----- |
| Nagy-Britannia                         | Bruce Mouat     | 8  | 1 | –        | 63 | 44 | 39     | 31    | 5          | 10           | 88%     | 18,81 |
| Svédország                             | Niklas Edin     | 7  | 2 | –        | 64 | 44 | 43     | 30    | 10         | 11           | 86%     | 14,02 |
| Kanada                                 | Brad Gushue     | 5  | 4 | 1–0      | 58 | 50 | 34     | 38    | 7          | 7            | 84%     | 26,49 |
| Egyesült Államok                       | John Shuster    | 5  | 4 | 0–1      | 56 | 61 | 35     | 41    | 4          | 5            | 83%     | 32,29 |
| Kína                                   | Ma Xiuyue       | 4  | 5 | 2–1; 1–0 | 59 | 62 | 39     | 36    | 6          | 4            | 85%     | 23,55 |
| Norvégia                               | Steffen Walstad | 4  | 5 | 2–1; 0–1 | 58 | 53 | 40     | 36    | 0          | 11           | 84%     | 20,96 |
| Svájc                                  | Peter de Cruz   | 4  | 5 | 1–2; 1–0 | 51 | 54 | 33     | 38    | 13         | 3            | 84%     | 15,74 |
| Az Orosz Olimpiai Bizottság versenyzői | Szergej Gluhov  | 4  | 5 | 1–2; 0–1 | 58 | 58 | 33     | 38    | 6          | 6            | 81%     | 33,72 |
| Olaszország                            | Joël Retornaz   | 3  | 6 | –        | 59 | 65 | 36     | 35    | 3          | 8            | 82%     | 30,76 |
| Dánia                                  | Mikkel Krause   | 1  | 8 | –        | 36 | 71 | 30     | 39    | 3          | 2            | 78%     | 32,84 |

1. forduló, február 9., 20:05 (13:05)
| Sheet D           | 1 | 2 | 3 | 4 | 5 | 6 | 7 | 8 | 9 | 10 | VE |
| Kína (Ma)         | 0 | 0 | 0 | 0 | 1 | 1 | 0 | 2 | 0 | 0  | 4  |
| Svédország (Edin) | 0 | 0 | 1 | 2 | 0 | 0 | 2 | 0 | 0 | 1  | 6  |

2. forduló, február 10., 14:05 (7:05)
| Sheet A                    | 1 | 2 | 3 | 4 | 5 | 6 | 7 | 8 | 9 | 10 | VE |
| Egyesült Államok (Shuster) | 1 | 0 | 1 | 0 | 0 | 2 | 0 | 0 | 0 | X  | 4  |
| Svédország (Edin)          | 0 | 2 | 0 | 2 | 1 | 0 | 1 | 1 | 0 | X  | 7  |

3. forduló, február 11., 9:05 (2:05)
| Sheet C                | 1 | 2 | 3 | 4 | 5 | 6 | 7 | 8 | 9 | 10 | VE |
| Svédország (Edin)      | 0 | 1 | 0 | 2 | 0 | 3 | 0 | 3 | X | X  | 9  |
| Olaszország (Retornaz) | 0 | 0 | 1 | 0 | 1 | 0 | 1 | 0 | X | X  | 3  |

5. forduló, február 12., 14:05 (7:05)
| Sheet B           | 1 | 2 | 3 | 4 | 5 | 6 | 7 | 8 | 9 | 10 | VE |
| Kanada (Gushue)   | 0 | 0 | 0 | 0 | 2 | 0 | 0 | 2 | 0 | 0  | 4  |
| Svédország (Edin) | 0 | 1 | 0 | 1 | 0 | 2 | 1 | 0 | 1 | 1  | 7  |

6. forduló, február 13., 9:05 (2:05)
| Sheet A            | 1 | 2 | 3 | 4 | 5 | 6 | 7 | 8 | 9 | 10 | VE |
| Norvégia (Walstad) | 0 | 0 | 1 | 1 | 0 | 1 | 0 | 1 | 0 | 0  | 4  |
| Svédország (Edin)  | 0 | 1 | 0 | 0 | 0 | 0 | 2 | 0 | 1 | 2  | 6  |

8. forduló, február 14., 14:05 (7:05)
| Sheet C                                         | 1 | 2 | 3 | 4 | 5 | 6 | 7 | 8 | 9 | 10 | VE |
| Az Orosz Olimpiai Bizottság versenyzői (Gluhov) | 0 | 1 | 0 | 0 | 0 | 2 | 0 | 2 | 0 | 0  | 5  |
| Svédország (Edin)                               | 1 | 0 | 0 | 2 | 1 | 0 | 2 | 0 | 0 | 1  | 7  |

9. forduló, február 15., 9:05 (2:05)
| Sheet D           | 1 | 2 | 3 | 4 | 5 | 6 | 7 | 8 | 9 | 10 | VE |
| Svédország (Edin) | 0 | 1 | 0 | 1 | 0 | 3 | 0 | 2 | 1 | X  | 8  |
| Dánia (Krause)    | 0 | 0 | 1 | 0 | 1 | 0 | 1 | 0 | 0 | X  | 3  |

10. forduló, február 15., 20:05 (13:05)
| Sheet A                | 1 | 2 | 3 | 4 | 5 | 6 | 7 | 8 | 9 | 10 | VE |
| Svédország (Edin)      | 0 | 0 | 1 | 0 | 1 | 0 | 1 | 0 | 2 | 1  | 6  |
| Nagy-Britannia (Mouat) | 1 | 2 | 0 | 1 | 0 | 1 | 0 | 2 | 0 | 0  | 7  |

12. forduló, február 17., 9:05 (2:05)
| Sheet B           | 1 | 2 | 3 | 4 | 5 | 6 | 7 | 8 | 9 | 10 | VE |
| Svédország (Edin) | 3 | 0 | 0 | 2 | 0 | 1 | 1 | 0 | 1 | 0  | 8  |
| Svájc (de Cruz)   | 0 | 0 | 2 | 0 | 3 | 0 | 0 | 2 | 0 | 3  | 10 |

Elődöntő, február 17., 20:05 (13:05)
| Sheet A           | 1 | 2 | 3 | 4 | 5 | 6 | 7 | 8 | 9 | 10 | VE |
| Svédország (Edin) | 0 | 1 | 0 | 2 | 0 | 0 | 0 | 1 | 0 | 1  | 5  |
| Kanada (Gushue)   | 0 | 0 | 1 | 0 | 2 | 0 | 0 | 0 | 0 | 0  | 3  |

Döntő, február 19., 14:50 (7:50)
| Sheet B                | 1 | 2 | 3 | 4 | 5 | 6 | 7 | 8 | 9 | 10 | 11 | VE |
| Nagy-Britannia (Mouat) | 1 | 0 | 0 | 1 | 0 | 0 | 1 | 0 | 0 | 1  | 0  | 4  |
| Svédország (Edin)      | 0 | 2 | 1 | 0 | 0 | 0 | 0 | 1 | 0 | 0  | 1  | 5  |

| Csapat     | Helyezés                 |
| ---------- | ------------------------ |
| Svédország | 1. helyezett, aranyérmes |

### Női
- Anna Hasselborg
- Sara McManus
- Agnes Knochenhauer
- Sofia Mabergs
- Johanna Heldin

Csoportkör
| Nemzet                                 | Skip              | Gy | V | Gy–V | P+ | P- | Gy end | V end | Üres endek | Rabolt endek | Lökés % | DSC   |
| -------------------------------------- | ----------------- | -- | - | ---- | -- | -- | ------ | ----- | ---------- | ------------ | ------- | ----- |
| Svájc                                  | Silvana Tirinzoni | 8  | 1 | –    | 67 | 46 | 44     | 36    | 4          | 12           | 81,6%   | 19,14 |
| Svédország                             | Anna Hasselborg   | 7  | 2 | –    | 64 | 49 | 39     | 35    | 6          | 12           | 82,0%   | 25,02 |
| Nagy-Britannia                         | Eve Muirhead      | 5  | 4 | 1–1  | 63 | 47 | 39     | 33    | 4          | 9            | 80,6%   | 35,27 |
| Japán                                  | Satsuki Fujisawa  | 5  | 4 | 1–1  | 64 | 62 | 40     | 36    | 2          | 13           | 82,3%   | 36,00 |
| Kanada                                 | Jennifer Jones    | 5  | 4 | 1–1  | 71 | 59 | 42     | 41    | 1          | 14           | 80,4%   | 45,44 |
| Egyesült Államok                       | Tabitha Peterson  | 4  | 5 | 2–0  | 60 | 64 | 40     | 39    | 2          | 12           | 79,5%   | 33,87 |
| Kína                                   | Han Yu            | 4  | 5 | 1–1  | 56 | 67 | 38     | 41    | 3          | 10           | 79,6%   | 30,06 |
| Dél-Korea                              | Kim Eun-jung      | 4  | 5 | 0–2  | 62 | 66 | 40     | 42    | 3          | 10           | 80,8%   | 27,79 |
| Dánia                                  | Madeleine Dupont  | 2  | 7 | –    | 50 | 68 | 33     | 41    | 7          | 0            | 77,2%   | 23,36 |
| Az Orosz Olimpiai Bizottság versenyzői | Alina Kovaljova   | 1  | 8 | –    | 50 | 79 | 34     | 45    | 2          | 7            | 78,9%   | 29,34 |

1. forduló, február 10., 9:05 (2:05)
| Sheet C                 | 1 | 2 | 3 | 4 | 5 | 6 | 7 | 8 | 9 | 10 | VE |
| Svédország (Hasselborg) | 0 | 1 | 0 | 0 | 1 | 3 | 0 | 3 | 0 | X  | 8  |
| Japán (Fudzsiszava)     | 0 | 0 | 2 | 1 | 0 | 0 | 1 | 0 | 1 | X  | 5  |

2. forduló, február 10., 20:05 (13:05)
| Sheet B                   | 1 | 2 | 3 | 4 | 5 | 6 | 7 | 8 | 9 | 10 | VE |
| Svédország (Hasselborg)   | 0 | 0 | 1 | 0 | 0 | 1 | 0 | X | X | X  | 2  |
| Nagy-Britannia (Muirhead) | 0 | 1 | 0 | 4 | 1 | 0 | 2 | X | X | X  | 8  |

4. forduló, február 12., 9:05 (2:05)
| Sheet A                 | 1 | 2 | 3 | 4 | 5 | 6 | 7 | 8 | 9 | 10 | VE |
| Svédország (Hasselborg) | 0 | 0 | 2 | 0 | 3 | 0 | 1 | 0 | 1 | 0  | 7  |
| Kanada (Jones)          | 1 | 0 | 0 | 1 | 0 | 1 | 0 | 2 | 0 | 1  | 6  |

5. forduló, február 12., 20:05 (13:05)
| Sheet D                 | 1 | 2 | 3 | 4 | 5 | 6 | 7 | 8 | 9 | 10 | VE |
| Svédország (Hasselborg) | 0 | 0 | 2 | 0 | 0 | 2 | 2 | 0 | 0 | X  | 6  |
| Kína (Han)              | 0 | 3 | 0 | 1 | 2 | 0 | 0 | 2 | 1 | X  | 9  |

6. forduló, február 13., 14:05 (7:05)
| Sheet B                     | 1 | 2 | 3 | 4 | 5 | 6 | 7 | 8 | 9 | 10 | VE |
| Egyesült Államok (Peterson) | 0 | 0 | 2 | 1 | 0 | 0 | 1 | 0 | 0 | X  | 4  |
| Svédország (Hasselborg)     | 0 | 2 | 0 | 0 | 1 | 2 | 0 | 2 | 3 | X  | 10 |

8. forduló, február 14., 20:05 (13:05)
| Sheet A                 | 1 | 2 | 3 | 4 | 5 | 6 | 7 | 8 | 9 | 10 | 11 | VE |
| Svájc (Tirinzoni)       | 1 | 0 | 0 | 1 | 0 | 0 | 0 | 2 | 0 | 1  | 0  | 5  |
| Svédország (Hasselborg) | 0 | 0 | 1 | 0 | 1 | 1 | 1 | 0 | 1 | 0  | 1  | 6  |

9. forduló, február 15., 14:05 (7:05)
| Sheet B                 | 1 | 2 | 3 | 4 | 5 | 6 | 7 | 8 | 9 | 10 | VE |
| Svédország (Hasselborg) | 0 | 2 | 3 | 0 | 3 | 0 | 1 | X | X | X  | 9  |
| Dánia (Dupont)          | 1 | 0 | 0 | 1 | 0 | 1 | 0 | X | X | X  | 3  |

11. forduló, február 16., 20:05 (13:05)
| Sheet C                                            | 1 | 2 | 3 | 4 | 5 | 6 | 7 | 8 | 9 | 10 | VE |
| Az Orosz Olimpiai Bizottság versenyzői (Kovaljova) | 2 | 1 | 0 | 1 | 0 | 0 | 1 | 0 | 0 | 0  | 5  |
| Svédország (Hasselborg)                            | 0 | 0 | 2 | 0 | 1 | 1 | 0 | 2 | 0 | 2  | 8  |

12. forduló, február 17., 14:05 (7:05)
| Sheet D                 | 1 | 2 | 3 | 4 | 5 | 6 | 7 | 8 | 9 | 10 | VE |
| Dél-Korea (Kim)         | 0 | 2 | 0 | 1 | 0 | 0 | 1 | 0 | 0 | 0  | 4  |
| Svédország (Hasselborg) | 0 | 0 | 1 | 0 | 1 | 1 | 0 | 2 | 1 | 2  | 8  |

Elődöntő, február 18., 20:05 (13:05)
| Sheet A                   | 1 | 2 | 3 | 4 | 5 | 6 | 7 | 8 | 9 | 10 | 11 | VE |
| Svédország (Hasselborg)   | 4 | 0 | 1 | 0 | 0 | 2 | 0 | 1 | 0 | 3  | 0  | 11 |
| Nagy-Britannia (Muirhead) | 0 | 3 | 0 | 1 | 1 | 0 | 2 | 0 | 4 | 0  | 1  | 12 |

Bronzmérkőzés, február 19., 20:05 (13:05)
| Sheet B                 | 1 | 2 | 3 | 4 | 5 | 6 | 7 | 8 | 9 | 10 | VE |
| Svájc (Tirinzoni)       | 0 | 1 | 0 | 0 | 1 | 0 | 2 | 0 | 3 | 0  | 7  |
| Svédország (Hasselborg) | 1 | 0 | 0 | 2 | 0 | 3 | 0 | 2 | 0 | 1  | 9  |

| Csapat     | Helyezés                 |
| ---------- | ------------------------ |
| Svédország | 3. helyezett, bronzérmes |

### Vegyes páros
- Almida de Val
- Oskar Eriksson

Csoportkör
| Nemzet                 | Név                                   | Gy | V | Gy–V | P+ | P- | Gy end | V end | Üres endek | Rabolt endek | Lökés % | DSC   |
| ---------------------- | ------------------------------------- | -- | - | ---- | -- | -- | ------ | ----- | ---------- | ------------ | ------- | ----- |
| Olaszország (ITA)      | Stefania Constantini / Amos Mosaner   | 9  | 0 | –    | 79 | 48 | 43     | 28    | 0          | 17           | 79%     | 25,34 |
| Norvégia (NOR)         | Kristin Skaslien / Magnus Nedregotten | 6  | 3 | 1–0  | 68 | 50 | 40     | 28    | 0          | 15           | 82%     | 24,48 |
| Nagy-Britannia (GBR)   | Jennifer Dodds / Bruce Mouat          | 6  | 3 | 0–1  | 60 | 50 | 38     | 33    | 0          | 12           | 79%     | 22,48 |
| Svédország (SWE)       | Almida de Val / Oskar Eriksson        | 5  | 4 | 1–0  | 55 | 54 | 35     | 33    | 0          | 10           | 76%     | 21,77 |
| Kanada (CAN)           | Rachel Homan / John Morris            | 5  | 4 | 0–1  | 57 | 54 | 33     | 39    | 0          | 8            | 78%     | 53,73 |
| Csehország (CZE)       | Zuzana Paulová / Tomáš Paul           | 4  | 5 | –    | 50 | 65 | 29     | 39    | 1          | 7            | 75%     | 33,41 |
| Svájc (SUI)            | Jenny Perret / Martin Rios            | 3  | 6 | 1–0  | 55 | 58 | 32     | 39    | 0          | 6            | 73%     | 39,04 |
| Egyesült Államok (USA) | Vicky Persinger / Chris Plys          | 3  | 6 | 0–1  | 50 | 67 | 34     | 36    | 0          | 9            | 74%     | 27,29 |
| Kína (CHN)             | Fan Suyuan / Ling Zhi                 | 2  | 7 | 1–0  | 51 | 64 | 34     | 36    | 0          | 7            | 74%     | 17,81 |
| Ausztrália (AUS)       | Tahli Gill / Dean Hewitt              | 2  | 7 | 0–1  | 52 | 67 | 31     | 38    | 1          | 8            | 72%     | 50,51 |

1. forduló, február 2., 20:05 (13:05)
| Sheet A            | Sheet A                        | 1 | 2 | 3 | 4 | 5 | 6 | 7 | 8 | VE |
|                    | Svédország (de Val / Eriksson) | 0 | 2 | 0 | 1 | 2 | 0 | 0 | 0 | 5  |
| 1. end utolsó köve | Nagy-Britannia (Dodds / Mouat) | 1 | 0 | 3 | 0 | 0 | 1 | 3 | 1 | 9  |

2. forduló, február 3., 9:05 (2:05)
| Sheet B            | Sheet B                        | 1 | 2 | 3 | 4 | 5 | 6 | 7 | 8 | VE |
| 1. end utolsó köve | Svédország (de Val / Eriksson) | 1 | 0 | 0 | 1 | 1 | 0 | 2 | 2 | 7  |
|                    | Csehország (Paulová / Paul)    | 0 | 1 | 1 | 0 | 0 | 2 | 0 | 0 | 4  |

4. forduló, február 3., 20:05 (13:05)
| Sheet C            | Sheet C                        | 1 | 2 | 3 | 4 | 5 | 6 | 7 | 8 | VE |
|                    | Kína (Fan / Ling)              | 0 | 2 | 0 | 1 | 1 | 0 | 2 | 0 | 6  |
| 1. end utolsó köve | Svédország (de Val / Eriksson) | 1 | 0 | 2 | 0 | 0 | 1 | 0 | 3 | 7  |

5. forduló, február 4., 8:35 (1:35)
| Sheet B            | Sheet B                        | 1 | 2 | 3 | 4 | 5 | 6 | 7 | 8 | VE |
| 1. end utolsó köve | Svédország (de Val / Eriksson) | 1 | 0 | 1 | 1 | 1 | 0 | 3 | 0 | 7  |
|                    | Ausztrália (Gill / Hewitt)     | 0 | 1 | 0 | 0 | 0 | 3 | 0 | 2 | 6  |

6. forduló, február 4., 13:35 (6:35)
| Sheet D            | Sheet D                             | 1 | 2 | 3 | 4 | 5 | 6 | 7 | 8 | 9 | VE |
| 1. end utolsó köve | Svédország (de Val / Eriksson)      | 1 | 0 | 1 | 0 | 0 | 3 | 0 | 2 | 0 | 7  |
|                    | Egyesült Államok (Persinger / Plys) | 0 | 1 | 0 | 1 | 2 | 0 | 3 | 0 | 1 | 8  |

7. forduló, február 5., 9:05 (2:05)
| Sheet D            | Sheet D                        | 1 | 2 | 3 | 4 | 5 | 6 | 7 | 8 | VE |
|                    | Svájc (Perret / Rios)          | 0 | 1 | 0 | 0 | 0 | 0 | X | X | 1  |
| 1. end utolsó köve | Svédország (de Val / Eriksson) | 2 | 0 | 1 | 1 | 1 | 1 | X | X | 6  |

8. forduló, február 5., 14:05 (7:05)
| Sheet C            | Sheet C                        | 1 | 2 | 3 | 4 | 5 | 6 | 7 | 8 | VE |
|                    | Svédország (de Val / Eriksson) | 1 | 1 | 0 | 3 | 0 | 1 | X | X | 6  |
| 1. end utolsó köve | Kanada (Homan / Morris)        | 0 | 0 | 1 | 0 | 1 | 0 | X | X | 2  |

11. forduló, február 6., 14:05 (7:05)
| Sheet A            | Sheet A                           | 1 | 2 | 3 | 4 | 5 | 6 | 7 | 8 | VE |
| 1. end utolsó köve | Norvégia (Skaslien / Nedregotten) | 2 | 0 | 1 | 0 | 1 | 1 | 1 | X | 6  |
|                    | Svédország (de Val / Eriksson)    | 0 | 1 | 0 | 1 | 0 | 0 | 0 | X | 2  |

12. forduló, február 6., 20:05 (13:05)
| Sheet B            | Sheet B                             | 1 | 2 | 3 | 4 | 5 | 6 | 7 | 8 | VE |
|                    | Olaszország (Constantini / Mosaner) | 0 | 1 | 1 | 1 | 0 | 5 | 0 | 4 | 12 |
| 1. end utolsó köve | Svédország (de Val / Eriksson)      | 2 | 0 | 0 | 0 | 3 | 0 | 3 | 0 | 8  |

Elődöntő, február 7., 20:05 (13:05)
| Sheet C            | Sheet C                             | 1 | 2 | 3 | 4 | 5 | 6 | 7 | 8 | VE |
| 1. end utolsó köve | Olaszország (Constantini / Mosaner) | 1 | 1 | 2 | 1 | 1 | 0 | 2 | X | 8  |
|                    | Svédország (de Val / Eriksson)      | 0 | 0 | 0 | 0 | 0 | 1 | 0 | X | 1  |

Bronzmérkőzés, február 8., 14:05 (7:05)
| Sheet B            | Sheet B                        | 1 | 2 | 3 | 4 | 5 | 6 | 7 | 8 | VE |
|                    | Svédország (de Val / Eriksson) | 0 | 4 | 3 | 1 | 1 | 0 | X | X | 9  |
| 1. end utolsó köve | Nagy-Britannia (Dodds / Mouat) | 1 | 0 | 0 | 0 | 0 | 2 | X | X | 3  |

| Csapat     | Helyezés                 |
| ---------- | ------------------------ |
| Svédország | 3. helyezett, bronzérmes |

## Gyorskorcsolya
Férfi
| Versenyző         | Versenyszám | Eredmény        | Helyezés                 |
| ----------------- | ----------- | --------------- | ------------------------ |
| Nils van der Poel | 5000 m      | 6:08,84 OR      | 1. helyezett, aranyérmes |
| Nils van der Poel | 10 000 m    | 12:30,74 WR, OR | 1. helyezett, aranyérmes |

## Jégkorong

### Férfi
- Szövetségi kapitány: Johan Garpenlöv

| Svéd nemzeti férfi jégkorongcsapat-játékoskeret | Svéd nemzeti férfi jégkorongcsapat-játékoskeret | Svéd nemzeti férfi jégkorongcsapat-játékoskeret | Svéd nemzeti férfi jégkorongcsapat-játékoskeret | Svéd nemzeti férfi jégkorongcsapat-játékoskeret | Svéd nemzeti férfi jégkorongcsapat-játékoskeret | Svéd nemzeti férfi jégkorongcsapat-játékoskeret |
| #                                               | Poszt                                           | Név                                             | Magasság                                        | Súly                                            | Születési idő                                   | Klub az olimpia idején                          |
| ----------------------------------------------- | ----------------------------------------------- | ----------------------------------------------- | ----------------------------------------------- | ----------------------------------------------- | ----------------------------------------------- | ----------------------------------------------- |
| 2                                               | D                                               | Christian Folin                                 | 1,91 m (6 ft 3 in)                              | 93 kg (205 lb)                                  | 1991. február 9.                                | Frölunda HC                                     |
| 5                                               | D                                               | Oscar Fantenberg                                | 1,84 m (6 ft 0 in)                              | 93 kg (205 lb)                                  | 1991. október 7.                                | SZKA Szentpétervár                              |
| 7                                               | D                                               | Henrik Tömmernes                                | 1,86 m (6 ft 1 in)                              | 84 kg (185 lb)                                  | 1990. augusztus 28.                             | Genève-Servette HC                              |
| 8                                               | F                                               | Fredrik Olofsson                                | 1,86 m (6 ft 1 in)                              | 84 kg (185 lb)                                  | 1996. május 27.                                 | IK Oskarshamn                                   |
| 12                                              | F                                               | Max Friberg                                     | 1,80 m (5 ft 11 in)                             | 88 kg (194 lb)                                  | 1992. november 20.                              | Frölunda HC                                     |
| 15                                              | F                                               | Gustav Rydahl                                   | 1,91 m (6 ft 3 in)                              | 91 kg (201 lb)                                  | 1994. szeptember 11.                            | Färjestad BK                                    |
| 16                                              | F                                               | Marcus Krüger                                   | 1,83 m (6 ft 0 in)                              | 81 kg (179 lb)                                  | 1990. május 27.                                 | Zürich                                          |
| 18                                              | F                                               | Dennis Everberg                                 | 1,93 m (6 ft 4 in)                              | 95 kg (209 lb)                                  | 1991. december 31.                              | Rögle BK                                        |
| 19                                              | F                                               | Pontus Holmberg                                 | 1,80 m (5 ft 11 in)                             | 81 kg (179 lb)                                  | 1999. március 9.                                | Växjö Lakers                                    |
| 23                                              | F                                               | Lucas Wallmark                                  | 1,83 m (6 ft 0 in)                              | 81 kg (179 lb)                                  | 1995. szeptember 5.                             | HK CSZKA Moszkva                                |
| 27                                              | F                                               | Joakim Nordström                                | 1,85 m (6 ft 1 in)                              | 88 kg (194 lb)                                  | 1992. február 25.                               | HK CSZKA Moszkva                                |
| 31                                              | G                                               | Lars Johansson                                  | 1,85 m (6 ft 1 in)                              | 90 kg (200 lb)                                  | 1987. július 11.                                | SZKA Szentpétervár                              |
| 32                                              | D                                               | Lukas Bengtsson                                 | 1,78 m (5 ft 10 in)                             | 82 kg (181 lb)                                  | 1994. április 14.                               | Dinamo Minsk                                    |
| 33                                              | D                                               | Linus Hultström                                 | 1,79 m (5 ft 10 in)                             | 89 kg (196 lb)                                  | 1992. december 9.                               | Metallurg Magnyitogorszk                        |
| 34                                              | F                                               | Daniel Brodin                                   | 1,86 m (6 ft 1 in)                              | 85 kg (187 lb)                                  | 1990. február 9.                                | HC Fribourg-Gottéron                            |
| 35                                              | G                                               | Magnus Hellberg                                 | 1,97 m (6 ft 6 in)                              | 95 kg (209 lb)                                  | 1991. április 4.                                | HK Szocsi                                       |
| 39                                              | G                                               | Adam Reideborn                                  | 1,84 m (6 ft 0 in)                              | 81 kg (179 lb)                                  | 1992. január 18.                                | HK CSZKA Moszkva                                |
| 48                                              | F                                               | Carl Klingberg                                  | 1,90 m (6 ft 3 in)                              | 98 kg (216 lb)                                  | 1991. január 28.                                | EV Zug                                          |
| 52                                              | D                                               | Philip Holm                                     | 1,86 m (6 ft 1 in)                              | 86 kg (190 lb)                                  | 1991. december 8.                               | Jokerit                                         |
| 58                                              | F                                               | Anton Lander                                    | 1,82 m (6 ft 0 in)                              | 87 kg (192 lb)                                  | 1991. április 24.                               | EV Zug                                          |
| 59                                              | F                                               | Linus Johansson                                 | 1,90 m (6 ft 3 in)                              | 90 kg (200 lb)                                  | 1992. november 30.                              | Färjestad BK                                    |
| 64                                              | D                                               | Jonathan Pudas                                  | 1,79 m (5 ft 10 in)                             | 79 kg (174 lb)                                  | 1993. április 26.                               | Skellefteå AIK                                  |
| 81                                              | D                                               | Theodor Lennström                               | 1,86 m (6 ft 1 in)                              | 86 kg (190 lb)                                  | 1994. augusztus 8.                              | Torpedo Nyizsnyij Novgorod                      |
| 86                                              | F                                               | Mathias Bromé                                   | 1,82 m (6 ft 0 in)                              | 83 kg (183 lb)                                  | 1994. július 29.                                | HC Davos                                        |
| 95                                              | F                                               | Jacob de la Rose                                | 1,89 m (6 ft 2 in)                              | 95 kg (209 lb)                                  | 1995. május 20.                                 | Färjestad BK                                    |

Csoportkör
C csoport
| Hely. | Csapat           | M | Gy | HGy | HV | V | G+ | G– | Gk | P | Továbbjutás                       |
| ----- | ---------------- | - | -- | --- | -- | - | -- | -- | -- | - | --------------------------------- |
| 1.    | Finnország (FIN) | 3 | 2  | 1   | 0  | 0 | 13 | 6  | +7 | 8 | Továbbjutott a negyeddöntőbe      |
| 2.    | Svédország (SWE) | 3 | 2  | 0   | 1  | 0 | 10 | 7  | +3 | 7 | Továbbjutott a negyeddöntőbe      |
| 3.    | Szlovákia (SVK)  | 3 | 1  | 0   | 0  | 2 | 8  | 12 | −4 | 3 | A negyeddöntőbe jutásért játszott |
| 4.    | Lettország (LAT) | 3 | 0  | 0   | 0  | 3 | 5  | 11 | −6 | 0 | A negyeddöntőbe jutásért játszott |

| 2022. február 10. 12:10 (5:10) | Svédország (SWE) | 3–2 (1–0, 2–1, 0–1) | Lettország (LAT) | Beijing National Indoor Stadium, Peking Nézőszám: 873 |

| Jegyzőkönyv | Jegyzőkönyv    | Jegyzőkönyv                                    | Jegyzőkönyv     | Jegyzőkönyv                                                                            |
| --- | -------------- | ---------------------------------------------- | --------------- | -------------------------------------------------------------------------------------- |
| | Lars Johansson | Kapusok                                        | Ivars Punnenovs | Játékvezetők: Martin Fraňo Kristian Vikman Vonalbírók: William Hancock Nyikita Salagin |
| \| Wallmark (Holmberg, Olofsson) – 09:42 \| 1–0 \| \| \| Lander (Bromé, Klingberg) – 20:30 \| 2–0 \| \| \| Wallmark (Tömmernes, Pudas) (PP) – 33:39 \| 3–0 \| \| \| \| 3–1 \| 36:07 – Krastenbergs (Balinskis, Dārziņš) (PP) \| \| \| 3–2 \| 46:48 – Jeļisejevs (Dārziņš, Balinskis) (PP) \| |                |                                                |                 | Játékvezetők: Martin Fraňo Kristian Vikman Vonalbírók: William Hancock Nyikita Salagin |
| 8 perc | Büntetések     | 10 perc                                        |                 | Játékvezetők: Martin Fraňo Kristian Vikman Vonalbírók: William Hancock Nyikita Salagin |
| 26 | Lövések        | 17                                             |                 | Játékvezetők: Martin Fraňo Kristian Vikman Vonalbírók: William Hancock Nyikita Salagin |
| Wallmark (Holmberg, Olofsson) – 09:42 | 1–0            |                                                |                 | Játékvezetők: Martin Fraňo Kristian Vikman Vonalbírók: William Hancock Nyikita Salagin |
| Lander (Bromé, Klingberg) – 20:30 | 2–0            |                                                |                 | Játékvezetők: Martin Fraňo Kristian Vikman Vonalbírók: William Hancock Nyikita Salagin |
| Wallmark (Tömmernes, Pudas) (PP) – 33:39 | 3–0            |                                                |                 | Játékvezetők: Martin Fraňo Kristian Vikman Vonalbírók: William Hancock Nyikita Salagin |
| | 3–1            | 36:07 – Krastenbergs (Balinskis, Dārziņš) (PP) |                 |                                                                                        |
| | 3–2            | 46:48 – Jeļisejevs (Dārziņš, Balinskis) (PP)   |                 |                                                                                        |

| 2022. február 11. 16:40 (9:40) | Svédország (SWE) | 4–1 (3–0, 0–0, 1–1) | Szlovákia (SVK) | Beijing National Indoor Stadium, Peking Nézőszám: 653 |

| Jegyzőkönyv | Jegyzőkönyv     | Jegyzőkönyv                | Jegyzőkönyv | Jegyzőkönyv                                                                              |
| --- | --------------- | -------------------------- | ----------- | ---------------------------------------------------------------------------------------- |
| | Magnus Hellberg | Kapusok                    | Matej Tomek | Játékvezetők: Jevgenyij Romaszko André Schrader Vonalbírók: David Obwegeser Brian Oliver |
| \| Nordström (Bengtsson, Friberg) – 11:22 \| 1–0 \| \| \| Wallmark (Pudas, Tömmernes) (PP2) – 18:10 \| 2–0 \| \| \| Friberg (Holm, Nordström) – 19:55 \| 3–0 \| \| \| Klingberg (Lander, Bromé) (ENG) – 57:44 \| 4–0 \| \| \| \| 4–1 \| 58:18 – Slafkovský (Nemec) \| |                 |                            |             | Játékvezetők: Jevgenyij Romaszko André Schrader Vonalbírók: David Obwegeser Brian Oliver |
| 12 perc | Büntetések      | 12 perc                    |             | Játékvezetők: Jevgenyij Romaszko André Schrader Vonalbírók: David Obwegeser Brian Oliver |
| 29 | Lövések         | 41                         |             | Játékvezetők: Jevgenyij Romaszko André Schrader Vonalbírók: David Obwegeser Brian Oliver |
| Nordström (Bengtsson, Friberg) – 11:22 | 1–0             |                            |             | Játékvezetők: Jevgenyij Romaszko André Schrader Vonalbírók: David Obwegeser Brian Oliver |
| Wallmark (Pudas, Tömmernes) (PP2) – 18:10 | 2–0             |                            |             | Játékvezetők: Jevgenyij Romaszko André Schrader Vonalbírók: David Obwegeser Brian Oliver |
| Friberg (Holm, Nordström) – 19:55 | 3–0             |                            |             | Játékvezetők: Jevgenyij Romaszko André Schrader Vonalbírók: David Obwegeser Brian Oliver |
| Klingberg (Lander, Bromé) (ENG) – 57:44 | 4–0             |                            |             |                                                                                          |
| | 4–1             | 58:18 – Slafkovský (Nemec) |             |                                                                                          |

| 2022. február 13. 16:40 (9:40) | Finnország (FIN) | 4–3 (h.u.) (0–0, 0–3, 3–0) (h.u.: 1–0) | Svédország (SWE) | Beijing National Indoor Stadium, Peking Nézőszám: 963 |

| Jegyzőkönyv | Jegyzőkönyv    | Jegyzőkönyv                               | Jegyzőkönyv     | Jegyzőkönyv                                                                             |
| --- | -------------- | ----------------------------------------- | --------------- | --------------------------------------------------------------------------------------- |
| | Juho Olkinuora | Kapusok                                   | Magnus Hellberg | Játékvezetők: Michael Campbell Roman Gofman Vonalbírók: William Hancock Nyikita Salagin |
| \| \| 0–1 \| 24:24 – Wallmark (Tömmernes, Pudas) (PP) \| \| \| 0–2 \| 28:39 – Bengtsson (Tömmernes, Bromé) (PP) \| \| \| 0–3 \| 31:36 – Lander (Pudas, Klingberg) (PP) \| \| Hartikainen (Manninen, Vatanen) (PP) – 45:34 \| 1–3 \| \| \| Pakarinen (Hartikainen, Manninen) (PP) – 55:30 \| 2–3 \| \| \| Pakarinen (Lehtonen, Hartikainen) – 57:11 \| 3–3 \| \| \| Pesonen – 62:01 \| 4–3 \| \| |                |                                           |                 | Játékvezetők: Michael Campbell Roman Gofman Vonalbírók: William Hancock Nyikita Salagin |
| 37 perc | Büntetések     | 8 perc                                    |                 | Játékvezetők: Michael Campbell Roman Gofman Vonalbírók: William Hancock Nyikita Salagin |
| 27 | Lövések        | 30                                        |                 | Játékvezetők: Michael Campbell Roman Gofman Vonalbírók: William Hancock Nyikita Salagin |
| | 0–1            | 24:24 – Wallmark (Tömmernes, Pudas) (PP)  |                 | Játékvezetők: Michael Campbell Roman Gofman Vonalbírók: William Hancock Nyikita Salagin |
| | 0–2            | 28:39 – Bengtsson (Tömmernes, Bromé) (PP) |                 | Játékvezetők: Michael Campbell Roman Gofman Vonalbírók: William Hancock Nyikita Salagin |
| | 0–3            | 31:36 – Lander (Pudas, Klingberg) (PP)    |                 | Játékvezetők: Michael Campbell Roman Gofman Vonalbírók: William Hancock Nyikita Salagin |
| Hartikainen (Manninen, Vatanen) (PP) – 45:34 | 1–3            |                                           |                 |                                                                                         |
| Pakarinen (Hartikainen, Manninen) (PP) – 55:30 | 2–3            |                                           |                 |                                                                                         |
| Pakarinen (Lehtonen, Hartikainen) – 57:11 | 3–3            |                                           |                 |                                                                                         |
| Pesonen – 62:01 | 4–3            |                                           |                 |                                                                                         |

Negyeddöntő
| 2022. február 16. 21:10 (14:10) | Svédország (SWE) | 2–0 (0–0, 0–0, 2–0) | Kanada (CAN) | Beijing National Indoor Stadium, Peking Nézőszám: 950 |

| Jegyzőkönyv                                                                      | Jegyzőkönyv    | Jegyzőkönyv | Jegyzőkönyv  | Jegyzőkönyv                                                                                   |
| -------------------------------------------------------------------------------- | -------------- | ----------- | ------------ | --------------------------------------------------------------------------------------------- |
|                                                                                  | Lars Johansson | Kapusok     | Matt Tomkins | Játékvezetők: Andrew Bruggeman Jevgenyij Romaszko Vonalbírók: William Hancock II Gleb Lazarev |
| \| Wallmark – 50:15 \| 1–0 \| \| \| Lander (Holmberg) – 58:10 (ENG) \| 2-0 \| \| |                |             |              | Játékvezetők: Andrew Bruggeman Jevgenyij Romaszko Vonalbírók: William Hancock II Gleb Lazarev |
| 6 perc                                                                           | Büntetések     | 6 perc      |              | Játékvezetők: Andrew Bruggeman Jevgenyij Romaszko Vonalbírók: William Hancock II Gleb Lazarev |
| 26                                                                               | Lövések        | 22          |              | Játékvezetők: Andrew Bruggeman Jevgenyij Romaszko Vonalbírók: William Hancock II Gleb Lazarev |
| Wallmark – 50:15                                                                 | 1–0            |             |              | Játékvezetők: Andrew Bruggeman Jevgenyij Romaszko Vonalbírók: William Hancock II Gleb Lazarev |
| Lander (Holmberg) – 58:10 (ENG)                                                  | 2-0            |             |              | Játékvezetők: Andrew Bruggeman Jevgenyij Romaszko Vonalbírók: William Hancock II Gleb Lazarev |

Elődöntő
| 2022. február 18. 21:10 (14:10) | Az Orosz Olimpiai Bizottság versenyzői (ROC) | 2–1 (sz.) (0–0, 1–0, 0–1) (h.u.: 0–0) (sz.: 1–0) | Svédország (SWE) | Beijing National Indoor Stadium, Peking Nézőszám: 1161 |

| Jegyzőkönyv                                                                                               | Jegyzőkönyv  | Jegyzőkönyv                                                              | Jegyzőkönyv    | Jegyzőkönyv                                                                        |
| --- | ------------ | ------------------------------------------------------------------------ | -------------- | ---------------------------------------------------------------------------------- |
| | Ivan Fedotov | Kapusok                                                                  | Lars Johansson | Játékvezetők: Andrew Bruggeman Oliver Gouin Vonalbírók: Daniel Hynek Jiří Ondráček |
| \| Szlepisev (Karnauhov, Jakovlev) – 20:15 \| 1–0 \| \| \| \| 1–1 \| 46:22 – Lander (Tömmernes, Pudas) \| |              |                                                                          |                | Játékvezetők: Andrew Bruggeman Oliver Gouin Vonalbírók: Daniel Hynek Jiří Ondráček |
| Szlepisev Grigorenko Guszev Tkacsov Jakovlev Guszev Gricjuk                                               | Szétlövés    | Klingberg Wallmark Nordström Tömmernes Lander Klingberg Wallmark Friberg |                | Játékvezetők: Andrew Bruggeman Oliver Gouin Vonalbírók: Daniel Hynek Jiří Ondráček |
| 4 perc | Büntetések   | 4 perc                                                                   |                | Játékvezetők: Andrew Bruggeman Oliver Gouin Vonalbírók: Daniel Hynek Jiří Ondráček |
| 41 | Lövések      | 35                                                                       |                | Játékvezetők: Andrew Bruggeman Oliver Gouin Vonalbírók: Daniel Hynek Jiří Ondráček |
| Szlepisev (Karnauhov, Jakovlev) – 20:15                                                                   | 1–0          |                                                                          |                | Játékvezetők: Andrew Bruggeman Oliver Gouin Vonalbírók: Daniel Hynek Jiří Ondráček |
| | 1–1          | 46:22 – Lander (Tömmernes, Pudas)                                        |                | Játékvezetők: Andrew Bruggeman Oliver Gouin Vonalbírók: Daniel Hynek Jiří Ondráček |

Bronzmérkőzés
| 2022. február 19. 21:10 (14:10) | Svédország (SWE) | 0–4 (0–0, 0–2, 0–2) | Szlovákia (SVK) | Beijing National Indoor Stadium, Peking Nézőszám: 1229 |

| Jegyzőkönyv | Jegyzőkönyv    | Jegyzőkönyv                         | Jegyzőkönyv  | Jegyzőkönyv                                                                            |
| --- | -------------- | ----------------------------------- | ------------ | -------------------------------------------------------------------------------------- |
| | Lars Johansson | Kapusok                             | Patrik Rybár | Játékvezetők: Oliver Gouin Jevgenyij Romaszko Vonalbírók: Gleb Lazarev Nyikita Salagin |
| \| \| 0–1 \| 23:17 – Slafkovský (Čerešňák) \| \| \| 0–2 \| 32:47 – Takáč (Regenda) (PP) \| \| \| 0–3 \| 58:26 – Slafkovský (Cehlárik) (ENG) \| \| \| 0–4 \| 58:46 – Regenda (ENG) \| |                |                                     |              | Játékvezetők: Oliver Gouin Jevgenyij Romaszko Vonalbírók: Gleb Lazarev Nyikita Salagin |
| 6 perc | Büntetések     | 4 perc                              |              | Játékvezetők: Oliver Gouin Jevgenyij Romaszko Vonalbírók: Gleb Lazarev Nyikita Salagin |
| 28 | Lövések        | 43                                  |              | Játékvezetők: Oliver Gouin Jevgenyij Romaszko Vonalbírók: Gleb Lazarev Nyikita Salagin |
| | 0–1            | 23:17 – Slafkovský (Čerešňák)       |              | Játékvezetők: Oliver Gouin Jevgenyij Romaszko Vonalbírók: Gleb Lazarev Nyikita Salagin |
| | 0–2            | 32:47 – Takáč (Regenda) (PP)        |              | Játékvezetők: Oliver Gouin Jevgenyij Romaszko Vonalbírók: Gleb Lazarev Nyikita Salagin |
| | 0–3            | 58:26 – Slafkovský (Cehlárik) (ENG) |              | Játékvezetők: Oliver Gouin Jevgenyij Romaszko Vonalbírók: Gleb Lazarev Nyikita Salagin |
| | 0–4            | 58:46 – Regenda (ENG)               |              |                                                                                        |

| Csapat           | Helyezés |
| ---------------- | -------- |
| Svédország (SWE) | 4.       |

### Női
- Szövetségi kapitány: Ulf Lundberg

| Svéd nemzeti női jégkorongcsapat-játékoskeret | Svéd nemzeti női jégkorongcsapat-játékoskeret | Svéd nemzeti női jégkorongcsapat-játékoskeret | Svéd nemzeti női jégkorongcsapat-játékoskeret | Svéd nemzeti női jégkorongcsapat-játékoskeret | Svéd nemzeti női jégkorongcsapat-játékoskeret | Svéd nemzeti női jégkorongcsapat-játékoskeret |
| #                                             | Poszt                                         | Név                                           | Magasság                                      | Súly                                          | Születési idő                                 | Klub az olimpia idején                        |
| --------------------------------------------- | --------------------------------------------- | --------------------------------------------- | --------------------------------------------- | --------------------------------------------- | --------------------------------------------- | --------------------------------------------- |
| 1                                             | G                                             | Agnes Åker                                    | 1,70 m (5 ft 7 in)                            | 61 kg (134 lb)                                | 1997. július 22.                              | AIK                                           |
| 3                                             | D                                             | Anna Kjellbin                                 | 1,70 m (5 ft 7 in)                            | 63 kg (139 lb)                                | 1994. március 16.                             | Luleå HF/MSSK                                 |
| 4                                             | D                                             | Linnéa Andersson                              | 1,71 m (5 ft 7 in)                            | 61 kg (134 lb)                                | 1998. szeptember 30.                          | HV71                                          |
| 5                                             | D                                             | Johanna Fällman                               | 1,73 m (5 ft 8 in)                            | 72 kg (159 lb)                                | 1990. június 21.                              | Luleå HF/MSSK                                 |
| 8                                             | D                                             | Ebba Berglund                                 | 1,60 m (5 ft 3 in)                            | 65 kg (143 lb)                                | 1998. június 13.                              | HV71                                          |
| 9                                             | D                                             | Jessica Adolfsson                             | 1,76 m (5 ft 9 in)                            | 74 kg (163 lb)                                | 1998. július 15.                              | Linköping HC                                  |
| 10                                            | D                                             | Mina Waxin                                    | 1,65 m (5 ft 5 in)                            | 63 kg (139 lb)                                | 2001. április 29.                             | Brynäs IF                                     |
| 11                                            | F                                             | Josefin Bouveng                               | 1,73 m (5 ft 8 in)                            | 66 kg (146 lb)                                | 2001. május 15.                               | Brynäs IF                                     |
| 12                                            | D                                             | Maja Nylén Persson                            | 1,62 m (5 ft 4 in)                            | 66 kg (146 lb)                                | 2000. november 20.                            | Brynäs IF                                     |
| 13                                            | F                                             | Emma Murén                                    | 1,66 m (5 ft 5 in)                            | 65 kg (143 lb)                                | 1998. január 17.                              | Brynäs IF                                     |
| 15                                            | F                                             | Lisa Johansson                                | 1,61 m (5 ft 3 in)                            | 59 kg (130 lb)                                | 1992. április 11.                             | AIK                                           |
| 16                                            | F                                             | Linnea Johansson                              | 1,71 m (5 ft 7 in)                            | 65 kg (143 lb)                                | 2002. április 5.                              | Linköping HC                                  |
| 17                                            | F                                             | Sofie Lundin                                  | 1,64 m (5 ft 5 in)                            | 63 kg (139 lb)                                | 2000. február 15.                             | Djurgårdens IF                                |
| 19                                            | F                                             | Sara Hjalmarsson                              | 1,76 m (5 ft 9 in)                            | 72 kg (159 lb)                                | 1998. február 8.                              | Providence Friars                             |
| 20                                            | D                                             | Paula Bergström                               | 1,72 m (5 ft 8 in)                            |                                               | 1999. január 26.                              | Modo Hockey                                   |
| 22                                            | F                                             | Linn Peterson                                 | 1,74 m (5 ft 9 in)                            | 75 kg (165 lb)                                | 1994. január 8.                               | Luleå HF/MSSK                                 |
| 24                                            | F                                             | Felizia Wikner-Zienkiewicz                    | 1,65 m (5 ft 5 in)                            | 52 kg (115 lb)                                | 1999. szeptember 17.                          | HV71                                          |
| 25                                            | F                                             | Lina Ljungblom                                | 1,67 m (5 ft 6 in)                            | 79 kg (174 lb)                                | 2001. október 15.                             | Modo Hockey                                   |
| 27                                            | F                                             | Emma Nordin                                   | 1,68 m (5 ft 6 in)                            | 74 kg (163 lb)                                | 1991. március 22.                             | Luleå HF/MSSK                                 |
| 28                                            | F                                             | Michelle Löwenhielm                           | 1,72 m (5 ft 8 in)                            | 66 kg (146 lb)                                | 1995. március 22.                             | SDE Hockey                                    |
| 29                                            | F                                             | Olivia Carlsson                               | 1,74 m (5 ft 9 in)                            | 73 kg (161 lb)                                | 1995. március 2.                              | Modo Hockey                                   |
| 30                                            | G                                             | Emma Söderberg                                | 1,71 m (5 ft 7 in)                            | 69 kg (152 lb)                                | 1998. február 18.                             | Minnesota Duluth Bulldogs                     |
| 35                                            | G                                             | Ida Boman                                     | 1,67 m (5 ft 6 in)                            | 61 kg (134 lb)                                | 2003. április 1.                              | Djurgårdens IF                                |

B csoport
| Hely. | Csapat           | M | Gy | HGy | HV | V | G+ | G– | Gk | P | Továbbjutás                  |
| ----- | ---------------- | - | -- | --- | -- | - | -- | -- | -- | - | ---------------------------- |
| 1.    | Japán (JPN)      | 4 | 2  | 1   | 1  | 0 | 13 | 7  | +6 | 9 | Továbbjutott a negyeddöntőbe |
| 2.    | Csehország (CZE) | 4 | 2  | 0   | 1  | 1 | 10 | 8  | +2 | 7 | Továbbjutott a negyeddöntőbe |
| 3.    | Svédország (SWE) | 4 | 2  | 0   | 0  | 2 | 7  | 8  | −1 | 6 | Továbbjutott a negyeddöntőbe |
| 4.    | Kína (CHN) (R)   | 4 | 1  | 1   | 0  | 2 | 7  | 7  | 0  | 5 | Kiesett                      |
| 5.    | Dánia (DEN)      | 4 | 1  | 0   | 0  | 3 | 7  | 14 | −7 | 3 | Kiesett                      |

| 2022. február 3. 16:40 (9:40) | Svédország (SWE) | 1–3 (0–1, 1–0, 0–2) | Japán (JPN) | Wukesong Arena, Peking Nézőszám: 482 |

| Jegyzőkönyv | Jegyzőkönyv    | Jegyzőkönyv                                 | Jegyzőkönyv   | Jegyzőkönyv                                                                             |
| --- | -------------- | ------------------------------------------- | ------------- | --------------------------------------------------------------------------------------- |
| | Emma Söderberg | Kapusok                                     | Nana Fujimoto | Játékvezetők: Cianna Lieffers Elizabeth Mantha Vonalbírók: Kendall Hanley Gyiana Mohova |
| \| \| 0–1 \| 19:13 – Koike (Kubo, Osawa) \| \| Nylén Persson (Wikner-Zienkiewicz) – 20:30 \| 1–1 \| \| \| \| 1–2 \| 44:03 – Ukita (Ak. Shiga, Ao. Shiga) \| \| \| 1–3 \| 58:59 – Yoneyama (Koyama, Hosoyamada) (ENG) \| |                |                                             |               | Játékvezetők: Cianna Lieffers Elizabeth Mantha Vonalbírók: Kendall Hanley Gyiana Mohova |
| 6 perc | Büntetések     | 4 perc                                      |               | Játékvezetők: Cianna Lieffers Elizabeth Mantha Vonalbírók: Kendall Hanley Gyiana Mohova |
| 27 | Lövések        | 40                                          |               | Játékvezetők: Cianna Lieffers Elizabeth Mantha Vonalbírók: Kendall Hanley Gyiana Mohova |
| | 0–1            | 19:13 – Koike (Kubo, Osawa)                 |               | Játékvezetők: Cianna Lieffers Elizabeth Mantha Vonalbírók: Kendall Hanley Gyiana Mohova |
| Nylén Persson (Wikner-Zienkiewicz) – 20:30 | 1–1            |                                             |               | Játékvezetők: Cianna Lieffers Elizabeth Mantha Vonalbírók: Kendall Hanley Gyiana Mohova |
| | 1–2            | 44:03 – Ukita (Ak. Shiga, Ao. Shiga)        |               | Játékvezetők: Cianna Lieffers Elizabeth Mantha Vonalbírók: Kendall Hanley Gyiana Mohova |
| | 1–3            | 58:59 – Yoneyama (Koyama, Hosoyamada) (ENG) |               |                                                                                         |

| 2022. február 5. 16:40 (9:40) | Csehország (CZE) | 3–1 (1–0, 1–1, 1–0) | Svédország (SWE) | Beijing National Indoor Stadium, Peking Nézőszám: 438 |

| Jegyzőkönyv | Jegyzőkönyv     | Jegyzőkönyv                               | Jegyzőkönyv    | Jegyzőkönyv                                                                                  |
| --- | --------------- | ----------------------------------------- | -------------- | -------------------------------------------------------------------------------------------- |
| | Klára Peslarová | Kapusok                                   | Emma Söderberg | Játékvezetők: Cianna Lieffers Elizabeth Mantha Vonalbírók: Gyiana Mohova Jacqueline Spresser |
| \| Vanišová – 18:23 \| 1–0 \| \| \| Hymlarová (SH) – 33:56 \| 2–0 \| \| \| \| 2–1 \| 39:16 – Muren (Lin. Johansson, Adolfsson) \| \| Vanišová – 54:03 \| 3–1 \| \| |                 |                                           |                | Játékvezetők: Cianna Lieffers Elizabeth Mantha Vonalbírók: Gyiana Mohova Jacqueline Spresser |
| 12 perc | Büntetések      | 8 perc                                    |                | Játékvezetők: Cianna Lieffers Elizabeth Mantha Vonalbírók: Gyiana Mohova Jacqueline Spresser |
| 46 | Lövések         | 28                                        |                | Játékvezetők: Cianna Lieffers Elizabeth Mantha Vonalbírók: Gyiana Mohova Jacqueline Spresser |
| Vanišová – 18:23 | 1–0             |                                           |                | Játékvezetők: Cianna Lieffers Elizabeth Mantha Vonalbírók: Gyiana Mohova Jacqueline Spresser |
| Hymlarová (SH) – 33:56 | 2–0             |                                           |                | Játékvezetők: Cianna Lieffers Elizabeth Mantha Vonalbírók: Gyiana Mohova Jacqueline Spresser |
| | 2–1             | 39:16 – Muren (Lin. Johansson, Adolfsson) |                | Játékvezetők: Cianna Lieffers Elizabeth Mantha Vonalbírók: Gyiana Mohova Jacqueline Spresser |
| Vanišová – 54:03 | 3–1             |                                           |                |                                                                                              |

| 2022. február 7. 21:10 (14:10) | Kína (CHN) | 1–2 (1–0, 0–2, 0–0) | Svédország (SWE) | Wukesong Arena, Peking Nézőszám: 588 |

| Jegyzőkönyv | Jegyzőkönyv  | Jegyzőkönyv                            | Jegyzőkönyv    | Jegyzőkönyv                                                                           |
| --- | ------------ | -------------------------------------- | -------------- | ------------------------------------------------------------------------------------- |
| | Zhou Jiaying | Kapusok                                | Emma Söderberg | Játékvezetők: Anniina Nurmi Anna Wiegand Vonalbírók: Jenni Heikkinen Julia Kainberger |
| \| Kang (Lin J.) – 05:16 \| 1–0 \| \| \| \| 1–1 \| 25:14 – Wikner-Zienkiewicz (PS) \| \| \| 1–2 \| 26:39 – Bouveng (Nylén Persson, Waxin) \| |              |                                        |                | Játékvezetők: Anniina Nurmi Anna Wiegand Vonalbírók: Jenni Heikkinen Julia Kainberger |
| 2 perc | Büntetések   | 8 perc                                 |                | Játékvezetők: Anniina Nurmi Anna Wiegand Vonalbírók: Jenni Heikkinen Julia Kainberger |
| 33 | Lövések      | 33                                     |                | Játékvezetők: Anniina Nurmi Anna Wiegand Vonalbírók: Jenni Heikkinen Julia Kainberger |
| Kang (Lin J.) – 05:16 | 1–0          |                                        |                | Játékvezetők: Anniina Nurmi Anna Wiegand Vonalbírók: Jenni Heikkinen Julia Kainberger |
| | 1–1          | 25:14 – Wikner-Zienkiewicz (PS)        |                | Játékvezetők: Anniina Nurmi Anna Wiegand Vonalbírók: Jenni Heikkinen Julia Kainberger |
| | 1–2          | 26:39 – Bouveng (Nylén Persson, Waxin) |                | Játékvezetők: Anniina Nurmi Anna Wiegand Vonalbírók: Jenni Heikkinen Julia Kainberger |

| 2022. február 8. 21:10 (14:10) | Svédország (SWE) | 3–1 (1–0, 1–1, 1–0) | Dánia (DEN) | Wukesong Arena, Peking Nézőszám: 696 |

| Jegyzőkönyv | Jegyzőkönyv    | Jegyzőkönyv                               | Jegyzőkönyv              | Jegyzőkönyv                                                                       |
| --- | -------------- | ----------------------------------------- | ------------------------ | --------------------------------------------------------------------------------- |
| | Emma Söderberg | Kapusok                                   | Cassandra Repstock-Romme | Játékvezetők: Anniina Nurmi Chelsea Rapin Vonalbírók: Anna Hammar Jenni Heikkinen |
| \| Nordin (Lundin) – 04:00 \| 1–0 \| \| \| \| 1–1 \| 34:04 – Oksbjerg (Jakobsen, Friis-Hansen) \| \| Lis. Johansson (Lundin, Waxin) (PP) – 36:00 \| 2–1 \| \| \| Berglund (Ljungblom) (PP, ENG) – 59:43 \| 3–1 \| \| |                |                                           |                          | Játékvezetők: Anniina Nurmi Chelsea Rapin Vonalbírók: Anna Hammar Jenni Heikkinen |
| 14 perc | Büntetések     | 10 perc                                   |                          | Játékvezetők: Anniina Nurmi Chelsea Rapin Vonalbírók: Anna Hammar Jenni Heikkinen |
| 21 | Lövések        | 26                                        |                          | Játékvezetők: Anniina Nurmi Chelsea Rapin Vonalbírók: Anna Hammar Jenni Heikkinen |
| Nordin (Lundin) – 04:00 | 1–0            |                                           |                          | Játékvezetők: Anniina Nurmi Chelsea Rapin Vonalbírók: Anna Hammar Jenni Heikkinen |
| | 1–1            | 34:04 – Oksbjerg (Jakobsen, Friis-Hansen) |                          | Játékvezetők: Anniina Nurmi Chelsea Rapin Vonalbírók: Anna Hammar Jenni Heikkinen |
| Lis. Johansson (Lundin, Waxin) (PP) – 36:00 | 2–1            |                                           |                          | Játékvezetők: Anniina Nurmi Chelsea Rapin Vonalbírók: Anna Hammar Jenni Heikkinen |
| Berglund (Ljungblom) (PP, ENG) – 59:43 | 3–1            |                                           |                          |                                                                                   |

Negyeddöntő
| 2022. február 11. 21:10 (14:10) | Kanada (CAN) | 11–0 (4–0, 5–0, 2–0) | Svédország (SWE) | Wukesong Arena, Peking Nézőszám: 669 |

| Jegyzőkönyv | Jegyzőkönyv         | Jegyzőkönyv | Jegyzőkönyv              | Jegyzőkönyv                                                                          |
| --- | ------------------- | ----------- | ------------------------ | ------------------------------------------------------------------------------------ |
| | Emerance Maschmeyer | Kapusok     | Emma Söderberg Ida Boman | Játékvezetők: Darja Abroszimova Lacey Senuk Vonalbírók: Alex Clarke Julia Kainberger |
| \| Jenner (Poulin, Nurse) – 03:05 \| 1–0 \| \| \| Fillier (Johnston, Poulin) (PP) – 17:05 \| 2–0 \| \| \| Fillier (Rattray, Fast) – 17:41 \| 3–0 \| \| \| Rattray (Thompson, Nurse) (PP) – 19:35 \| 4–0 \| \| \| Spooner (Nurse, Larocque) (PP) – 23:16 \| 5–0 \| \| \| Ambrose (Poulin, Thompson) – 25:15 \| 6–0 \| \| \| Turnbull (Ambrose, Saulnier) – 26:56 \| 7–0 \| \| \| Jenner (Poulin, Nurse) – 28:13 \| 8–0 \| \| \| Clark (Bell, Hart) (PP) – 29:09 \| 9–0 \| \| \| Jenner (Hart, Thompson) – 50:55 \| 10–0 \| \| \| Fillier (Spooner, Fast) – 52:06 \| 11–0 \| \| |                     |             |                          | Játékvezetők: Darja Abroszimova Lacey Senuk Vonalbírók: Alex Clarke Julia Kainberger |
| 8 perc | Büntetések          | 14 perc     |                          | Játékvezetők: Darja Abroszimova Lacey Senuk Vonalbírók: Alex Clarke Julia Kainberger |
| 56 | Lövések             | 11          |                          | Játékvezetők: Darja Abroszimova Lacey Senuk Vonalbírók: Alex Clarke Julia Kainberger |
| Jenner (Poulin, Nurse) – 03:05 | 1–0                 |             |                          | Játékvezetők: Darja Abroszimova Lacey Senuk Vonalbírók: Alex Clarke Julia Kainberger |
| Fillier (Johnston, Poulin) (PP) – 17:05 | 2–0                 |             |                          | Játékvezetők: Darja Abroszimova Lacey Senuk Vonalbírók: Alex Clarke Julia Kainberger |
| Fillier (Rattray, Fast) – 17:41 | 3–0                 |             |                          | Játékvezetők: Darja Abroszimova Lacey Senuk Vonalbírók: Alex Clarke Julia Kainberger |
| Rattray (Thompson, Nurse) (PP) – 19:35 | 4–0                 |             |                          |                                                                                      |
| Spooner (Nurse, Larocque) (PP) – 23:16 | 5–0                 |             |                          |                                                                                      |
| Ambrose (Poulin, Thompson) – 25:15 | 6–0                 |             |                          |                                                                                      |
| Turnbull (Ambrose, Saulnier) – 26:56 | 7–0                 |             |                          |                                                                                      |
| Jenner (Poulin, Nurse) – 28:13 | 8–0                 |             |                          |                                                                                      |
| Clark (Bell, Hart) (PP) – 29:09 | 9–0                 |             |                          |                                                                                      |
| Jenner (Hart, Thompson) – 50:55 | 10–0                |             |                          |                                                                                      |
| Fillier (Spooner, Fast) – 52:06 | 11–0                |             |                          |                                                                                      |

| Csapat           | Helyezés |
| ---------------- | -------- |
| Svédország (SWE) | 8.       |

## Műkorcsolya
| Versenyző         | Versenyszám  | Rövid program | Rövid program | Kűr     | Kűr     | Összesítés | Összesítés |
| Versenyző         | Versenyszám  | Pont          | Hely.         | Pont    | Hely.   | Pont       | Helyezés   |
| ----------------- | ------------ | ------------- | ------------- | ------- | ------- | ---------- | ---------- |
| Nikolaj Majorov   | Férfi egyéni | 78,54         | 20.           | 142,24  | 21.     | 220,78     | 21.        |
| Josefin Taljegård | Női egyéni   | 54,51         | 26.           | kiesett | kiesett | kiesett    | 26.        |

## Síakrobatika
Akrobatika
Férfi
| Versenyző        | Versenyszám | Selejtező | Selejtező | Selejtező | Selejtező     | Selejtező | Döntő    | Döntő    | Döntő    | Döntő         | Döntő                    |
| Versenyző        | Versenyszám | 1. futam  | 2. futam  | 3. futam  | Jobb eredmény | Hely.     | 1. futam | 2. futam | 3. futam | Jobb eredmény | Helyezés                 |
| ---------------- | ----------- | --------- | --------- | --------- | ------------- | --------- | -------- | -------- | -------- | ------------- | ------------------------ |
| Hugo Burvall     | Big air     | 47,25     | 55,25     | 46,00     | 101,25        | 24.       | kiesett  | kiesett  | kiesett  | kiesett       | 24.                      |
| Hugo Burvall     | Slopestyle  | 33,40     | 28,58     |           | 33,40         | 28.       | kiesett  | kiesett  | kiesett  | kiesett       | 28.                      |
| Henrik Harlaut   | Big air     | 93,00     | 83,50     | 42,00     | 176,50        | 4.        | 86,00    | 90,00    | 91,00    | 181,00        | 3. helyezett, bronzérmes |
| Henrik Harlaut   | Slopestyle  | 37,70     | 48,16     |           | 48,16         | 21.       | kiesett  | kiesett  | kiesett  | kiesett       | 21.                      |
| Oliwer Magnusson | Big air     | 88,00     | 89,25     | 84,00     | 177,25        | 3.        | 87,50    | 79,00    | 90,75    | 178,25        | 4.                       |
| Oliwer Magnusson | Slopestyle  | 73,46     | 39,16     |           | 73,46         | 12.       | 23,75    | 22,75    | 40,46    | 40,46         | 11.                      |
| Jesper Tjäder    | Big air     | 34,75     | 91,75     | 78,25     | 170,00        | 12.       | 77,25    | 78,25    | 92,00    | 170,25        | 7.                       |
| Jesper Tjäder    | Slopestyle  | 59,15     | 79,38     |           | 79,38         | 4.        | 85,35    | 16,11    | 37,33    | 85,35         | 3. helyezett, bronzérmes |

Mogul
| Versenyző         | Versenyszám | Selejtező | Selejtező | Selejtező | Selejtező | Selejtező | Selejtező | Selejtező | Selejtező | Döntő    | Döntő    | Döntő    | Döntő    | Döntő    | Döntő    | Döntő    | Döntő    | Döntő    | Döntő    | Döntő    | Helyezés                 |
| Versenyző         | Versenyszám | 1. futam  | 1. futam  | 1. futam  | 1. futam  | 2. futam  | 2. futam  | 2. futam  | 2. futam  | 1. futam | 1. futam | 1. futam | 1. futam | 2. futam | 2. futam | 2. futam | 2. futam | 3. futam | 3. futam | 3. futam | Helyezés                 |
| Versenyző         | Versenyszám | Idő       | Pont      | Össz.     | Hely.     | Idő       | Pont      | Össz.     | Hely.     | Idő      | Pont     | Össz.    | Hely.    | Idő      | Pont     | Össz.    | Hely.    | Idő      | Pont     | Össz.    | Helyezés                 |
| ----------------- | ----------- | --------- | --------- | --------- | --------- | --------- | --------- | --------- | --------- | -------- | -------- | -------- | -------- | -------- | -------- | -------- | -------- | -------- | -------- | -------- | ------------------------ |
| Felix Elofsson    | Férfi       | 25,18     | 14,80     | 73,24     | 19.       | 25,24     | 14,72     | 78,87     | 1.        | 25,36    | 14,56    | 74,97    | 17.      | kiesett  | kiesett  | kiesett  | kiesett  | kiesett  | kiesett  | kiesett  | 17.                      |
| Oskar Elofsson    | Férfi       | 25,94     | 13,79     | 69,26     | 26.       | 24,85     | 15,23     | 73,52     | 12.       | kiesett  | kiesett  | kiesett  | kiesett  | kiesett  | kiesett  | kiesett  | kiesett  | kiesett  | kiesett  | kiesett  | 22.                      |
| Ludvig Fjällström | Férfi       | 25,69     | 14,12     | 76,20     | 7.        | kiemelt   | kiemelt   | kiemelt   | kiemelt   | 24,85    | 15,23    | 75,37    | 15.      | kiesett  | kiesett  | kiesett  | kiesett  | kiesett  | kiesett  | kiesett  | 15.                      |
| Walter Wallberg   | Férfi       | 24,16     | 16,14     | 79,12     | 2.        | kiemelt   | kiemelt   | kiemelt   | kiemelt   | 23,63    | 16,84    | 78,05    | 4.       | 24,10    | 16,22    | 80,33    | 1.       | 23,70    | 16,75    | 83,23    | 1. helyezett, aranyérmes |

Krossz
| Versenyző        | Versenyszám | Rangsorolás | Rangsorolás | Nyolcaddöntő | Negyeddöntő | Elődöntő | Döntő    | Helyezés                 |
| Versenyző        | Versenyszám | Idő         | Hely.       | Helyezés     | Helyezés    | Helyezés | Helyezés | Helyezés                 |
| ---------------- | ----------- | ----------- | ----------- | ------------ | ----------- | -------- | -------- | ------------------------ |
| Viktor Andersson | Férfi       | 1:13,49     | 23.         | 4.           | kiesett     | kiesett  | kiesett  | 27.                      |
| Elliott Baralo   | Férfi       | 1:13,82     | 28.         | 4.           | kiesett     | kiesett  | kiesett  | 29.                      |
| David Mobärg     | Férfi       | 1:12,97     | 13.         | 3.           | kiesett     | kiesett  | kiesett  | 19.                      |
| Erik Mobärg      | Férfi       | 1:13,01     | 14.         | 1.           | 1.          | 1.       | 4.       | 4.                       |
| Alexandra Edebo  | Női         | 1:18,49     | 10.         | 2.           | 4.          | kiesett  | kiesett  | 13.                      |
| Sandra Näslund   | Női         | 1:15,21     | 1.          | 1.           | 1.          | 1.       | 1.       | 1. helyezett, aranyérmes |

## Sífutás
Távolsági
Férfi
| Versenyző                                                  | Versenyszám     | Klasszikus | Klasszikus | Szabad  | Szabad | Összesen  | Összesen |
| Versenyző                                                  | Versenyszám     | Idő        | Hely.      | Idő     | Hely.  | Idő       | Helyezés |
| ---------------------------------------------------------- | --------------- | ---------- | ---------- | ------- | ------ | --------- | -------- |
| Jens Burman                                                | 15 km           |            |            |         |        | 39:26,8   | 8.       |
| Jens Burman                                                | 30 km           | 41:20,0    | 23.        | 39:50,4 | 25.    | 1:21:43,3 | 24.      |
| Jens Burman                                                | 50 km           |            |            |         |        | 1:14:22,3 | 16.      |
| Calle Halfvarsson                                          | 15 km           |            |            |         |        | 40:46,8   | 26.      |
| Calle Halfvarsson                                          | 30 km           | 41:18,8    | 21.        | 41:03,0 | =34.   | 1:22:56,3 | 30.      |
| Calle Halfvarsson                                          | 50 km           |            |            |         |        | 1:16:47,6 | 38.      |
| Johan Häggström                                            | 15 km           |            |            |         |        | 40:30,9   | 21.      |
| Leo Johansson                                              | 30 km           | 43:21,9    | 46.        | 41:03,0 | =34.   | 1:24:59,6 | 37.      |
| Leo Johansson                                              | 50 km           |            |            |         |        | 1:17:16,5 | 39.      |
| William Poromaa                                            | 15 km           |            |            |         |        | 39:42,5   | 10.      |
| William Poromaa                                            | 30 km           | 40:13,9    | 8.         | 38:18,3 | 3.     | 1:19:03,7 | 6.       |
| William Poromaa                                            | 50 km           |            |            |         |        | 1:12:29,1 | 9.       |
| Oskar Svensson William Poromaa Jens Burman Johan Häggström | 4 × 10 km váltó |            |            |         |        | 1:57:00,4 | 4.       |

Női
| Versenyző                                                   | Versenyszám    | Klasszikus | Klasszikus | Szabad  | Szabad | Összesen  | Összesen                 |
| Versenyző                                                   | Versenyszám    | Idő        | Hely.      | Idő     | Hely.  | Idő       | Helyezés                 |
| ----------------------------------------------------------- | -------------- | ---------- | ---------- | ------- | ------ | --------- | ------------------------ |
| Ebba Andersson                                              | 10 km          |            |            |         |        | 28:57,2   | 6.                       |
| Ebba Andersson                                              | 15 km          | 22:40,5    | 6.         | 22:24,3 | 11.    | 45:41,3   | 10.                      |
| Ebba Andersson                                              | 30 km          |            |            |         |        | 1:27:35,5 | 8.                       |
| Charlotte Kalla                                             | 10 km          |            |            |         |        | 30:07,6   | 20.                      |
| Charlotte Kalla                                             | 15 km          | 24:21,9    | 23.        | 22:52,7 | 17.    | 47:53,8   | 19.                      |
| Charlotte Kalla                                             | 30 km          |            |            |         |        | 1:34:45,4 | 35.                      |
| Frida Karlsson                                              | 10 km          |            |            |         |        | 2 29:28,0 | 12.                      |
| Frida Karlsson                                              | 15 km          | 22:32,4    | 3.         | 21:47,2 | 8.     | 44:56,2   | 5.                       |
| Moa Olsson                                                  | 15 km          | 25:05,0    | 39.        | 24:31,2 | 49.    | 50:12,8   | 45.                      |
| Emma Ribom                                                  | 10 km          |            |            |         |        | 30:05,8   | 19.                      |
| Emma Ribom                                                  | 30 km          |            |            |         |        | 1:32:27,8 | 29.                      |
| Jonna Sundling                                              | 30 km          |            |            |         |        | 1:27:29,4 | 4.                       |
| Maja Dahlqvist Ebba Andersson Frida Karlsson Jonna Sundling | 4 × 5 km váltó |            |            |         |        | 54:01,7   | 3. helyezett, bronzérmes |

Sprint
| Versenyző                      | Versenyszám         | Selejtező | Selejtező | Negyeddöntő | Negyeddöntő | Elődöntő | Elődöntő | Döntő    | Helyezés                 |
| Versenyző                      | Versenyszám         | Idő       | Hely.     | Idő         | Hely.       | Idő      | Hely.    | Idő      | Helyezés                 |
| ------------------------------ | ------------------- | --------- | --------- | ----------- | ----------- | -------- | -------- | -------- | ------------------------ |
| Marcus Grate                   | Férfi egyéni sprint | 2:52,14   | 18.       | 2:53,71     | 3.          | kiesett  | kiesett  | kiesett  | 16.                      |
| Johan Häggström                | Férfi egyéni sprint | 2:50,61   | 8.        | 2:58,01     | 3.          | kiesett  | kiesett  | kiesett  | 13.                      |
| Anton Persson                  | Férfi egyéni sprint | 2:53,71   | 27.       | 2:53,35     | 5.          | kiesett  | kiesett  | kiesett  | 24.                      |
| Oskar Svensson                 | Férfi egyéni sprint | 2:52,07   | 17.       | 2:52,26     | 3.          | 2:51,22  | 3.       | 3:04,23  | 6.                       |
| William Poromaa Oskar Svensson | Férfi csapatsprint  |           |           |             |             | 20:07,57 | 2.       | 19:38,05 | 4.                       |
| Maja Dahlqvist                 | Női egyéni sprint   | 3:18,05   | 6.        | 3:21,03     | 1.          | 3:12,94  | 3.       | 3:12,56  | 2. helyezett, ezüstérmes |
| Anna Dyvik                     | Női egyéni sprint   | 3:19,15   | 9.        | 3:19,00     | 4.          | kiesett  | kiesett  | kiesett  | 17.                      |
| Emma Ribom                     | Női egyéni sprint   | 3:19,99   | 11.       | 3:18,44     | 2.          | 3:15,22  | 1.       | 3:20,79  | 6.                       |
| Jonna Sundling                 | Női egyéni sprint   | 3:09,03   | 1.        | 3:15,48     | 1.          | 3:11,94  | 1.       | 3:09,68  | 1. helyezett, aranyérmes |
| Maja Dahlqvist Jonna Sundling  | Női csapatsprint    |           |           |             |             | 23:01,40 | 3.       | 22:10,02 | 2. helyezett, ezüstérmes |

## Síugrás
Női
| Versenyző     | Versenyszám | Első forduló | Első forduló | Első forduló | Döntő | Döntő | Döntő | Összesítés | Összesítés |
| Versenyző     | Versenyszám | Táv          | Pont         | Hely.        | Táv   | Pont  | Hely. | Pont       | Helyezés   |
| ------------- | ----------- | ------------ | ------------ | ------------ | ----- | ----- | ----- | ---------- | ---------- |
| Frida Westman | Normálsánc  | 87           | 80,9         | 21.          | 90.   | 94,6  | 10.   | 175,5      | 16.        |

## Snowboard
Akrobatika
Férfi
| Versenyző       | Versenyszám | Selejtező | Selejtező | Selejtező | Selejtező     | Selejtező | Döntő    | Döntő    | Döntő    | Döntő         | Helyezés |
| Versenyző       | Versenyszám | 1. futam  | 2. futam  | 3. futam  | Jobb eredmény | Hely.     | 1. futam | 2. futam | 3. futam | Jobb eredmény | Helyezés |
| --------------- | ----------- | --------- | --------- | --------- | ------------- | --------- | -------- | -------- | -------- | ------------- | -------- |
| Niklas Mattsson | Big air     | 18,50     | 80,75     | 21,75     | 102,50        | 20.       | kiesett  | kiesett  | kiesett  | kiesett       | kiesett  |
| Niklas Mattsson | Slopestyle  | 24,18     | 20,55     |           | 24,18         | 30.       | kiesett  | kiesett  | kiesett  | kiesett       | kiesett  |
| Sven Thorgren   | Big air     | 80,75     | 70,25     | 33,75     | 151,00        | 7.        | 25,25    | 67,00    | 21,50    | 88,50         | 11.      |
| Sven Thorgren   | Slopestyle  | 40,73     | 34,71     |           | 40,73         | 24.       | kiesett  | kiesett  | kiesett  | kiesett       | kiesett  |

## Szánkó
| Versenyző     | Versenyszám | 1. futam | 1. futam | 2. futam | 2. futam | 3. futam | 3. futam | 4. futam | 4. futam | Összesítés | Összesítés |
| Versenyző     | Versenyszám | Idő      | Hely.    | Idő      | Hely.    | Idő      | Hely.    | Idő      | Hely.    | Idő        | Helyezés   |
| ------------- | ----------- | -------- | -------- | -------- | -------- | -------- | -------- | -------- | -------- | ---------- | ---------- |
| Svante Kohala | Férfi egyes | 58,517   | 21.      | 58,779   | 20.      | 58,368   | 18.      | 58,333   | 19.      | 3:53,997   | 20.        |
| Tove Kohala   | Női egyes   | 59,533   | 20.      | 59,776   | 21.      | 59,333   | 23.      | 1:02,431 | 20.      | 4:01,073   | 20.        |